# Nikolai Eghipko
Nikolai Pavlovici Eghipko (în rusă Николай Павлович Египко; n. 9 noiembrie 1903, Nicolaev, gubernia Herson, Imperiul Rus – d. 6 iulie 1985, Leningrad, RSFS Rusă, URSS) a fost un ofițer al Forțelor Navale Sovietice, distins cu titlul de Erou al Uniunii Sovietice. A luat parte la Războiul Civil Rus, Războiul Civil Spaniol și la Al Doilea Război Mondial, avansând până la gradul de viceamiral.